# Hemiceras lilacina
Hemiceras lilacina är en fjärilsart som beskrevs av Paul Dognin 1911. Hemiceras lilacina ingår i släktet Hemiceras och familjen tandspinnare. Inga underarter finns listade i Catalogue of Life.